# Belzatka
Belzatka – część miasta Piotrków Trybunalski w województwie łódzkim. Leży w zachodniej części miasta, wzdłuż ulicy Belzackiej, w kierunku na Rokszyce.